# Atletiek op de Paralympische Zomerspelen 2024 - Kogelstoten mannen F36
Het Kogelstoten voor mannen klasse F36 op de Paralympische Zomerspelen 2024 vond plaats op 4 september in het Stade de France. Deze klasse is voor atleten met cerebrale parese, deze atleten vertonen onwillekeurige bewegingen waarbij alle vier de ledematen aangedaan zijn. De winnaar van 2020 was Vladimir Sviridov die in 2024 zijn titel wist te prolongeren, het zilver was voor Alan Kokoity en Dastan Mukashbekov uit Kazachstan won de bronzen medaille.

## Records
Voorafgaand aan het toernooi waren dit het wereldrecord en het Paralympisch record.
| Wereldrecord        | Tunesië Yassine Guenichi          | 16.86 | Parijs | 13 juli 2023     |
| Paralympisch record | Russische ploeg Vladimir Sviridov | 16.67 | Tokio  | 31 augustus 2021 |

## Uitslag
| Rang   | Atleet                 | Atleet | #1    | #2    | #3    | #4    | #5    | #6    | Resultaat | Bijz. |
| ------ | ---------------------- | ------ | ----- | ----- | ----- | ----- | ----- | ----- | --------- | ----- |
| Goud   | Vladimir Sviridov      | NPA    | 16.24 | 17.18 | x     | 16.01 | 16.43 | 16.29 | 17.18     | WR    |
| Zilver | Alan Kokoity           | NPA    | 15.18 | 15.56 | 14.66 | 16.27 | 15.82 | 15.34 | 16.27     |       |
| Brons  | Dastan Mukashbekov     | KAZ    | 15.68 | 16.00 | 14.84 | 15.30 | x     | x     | 16.00     |       |
| 4      | Yassine Guenichi       | TUN    | 15.84 | 15.53 | 15.03 | 15.70 | x     | x     | 15.84     |       |
| 5      | Jose Roman Ruiz Castro | MEX    | x     | x     | 15.13 | 13.91 | x     | 15.23 | 15.23     |       |
| 6      | Rufat Rafiyev          | AZE    | 13.18 | 13.38 | x     | x     | 12.92 | 13.01 | 13.38     |       |
| 7      | Mohammed al Kaabi      | UAE    | 11.66 | 11.70 | 11.72 | 12.24 | 12.04 | 10.91 | 12.24     |       |